# Apocalypse Dudes
Apocalypse Dudes è il quarto album in studio del gruppo punk rock norvegese Turbonegro, pubblicato nel 1998.

## Tracce
1. The Age of Pamparius – 5:59
2. Selfdestructo Bust – 2:55
3. Get It On – 4:08
4. Rock Against Ass – 3:49
5. Don't Say Motherfucker, Motherfucker – 2:10
6. Rendezvous with Anus – 1:59
7. Zillion Dollar Sadist – 3:20
8. Prince of the Rodeo – 3:45
9. Back to Dungaree High – 2:57
10. Are You Ready (For Some Darkness) – 3:35
11. Monkey on Your Back – 2:52
12. Humiliation Street – 5:54
13. Good Head – 4:08

Bonus tracks
1. Prince of the Rodeo (Single Version)
2. Suffragette City (David Bowie Cover)

## Formazione
- Hank Von Helvete (Hans Erik Dyvik Husby) - voce
- Euroboy (Knut Schreiner) - chitarra
- Pål Pot Pamparius (Pål Bøttger Kjærnes) - tastiere, percussioni
- Rune Rebellion (Rune Grønn) - chitarra
- Happy-Tom (Thomas Seltzer) - basso
- Chris Summers (Christer Engen) - batteria